# Macrobio
Ambrosio Teodosio Macrobio, usualmente citado como Macrobio (fl. c. 400 d. C.), fue un escritor y gramático romano del último cuarto del siglo IV, de cuyos datos biográficos poco se conoce con certeza.

## Vida y cronología

### Denominación
El nombre que consta en latín en los manuscritos más antiguos del Comentario al Sueño de Escipión de Cicerón es el de Macrobius Ambrosius Theodosius, sin embargo existe una variación tanto en el orden de los tres nombres como en la vigencia de los mismos, dado que a veces se omite Ambrosius, otras Theodosius, e incluso ambos, aludiéndose simplemente a Macrobius.
Por otra parte, para nombrar a una persona en el Bajo Imperio era costumbre citar el último de sus nombres, con lo que existe a su vez una elevada probabilidad de que se le nombrara como Theodosius.
Sea como fuere, desde la Edad Media se le conoce como Macrobius o Macrobio, salvo alguna pequeña excepción en la que se le nombra como Macrobius Theodosius.
A partir de lo expuesto, predomina la ausencia de certeza sobre la evidencia.

### Origen
Tampoco es certero su lugar de nacimiento, exponiéndose de nuevo ante la duda el recurso a la hipótesis.
El único dato fidedigno, corroborado por el propio Macrobio, es que no es de procedencia latinoparlante, con lo que Italia queda descartada.
Grecia tampoco es referente dada la mayor familiaridad con la literatura latina y la preferencia de citar a los autores griegos en latín.
Lo más plausible es que proceda de alguna de las provincias más latinizadas del Imperio romano: África, Sur de Italia, Hispania o Egipto.
Se le atribuye el doble título de vir clarissimus et illustris, es decir, era de rango senatorial y había accedido a las más altas funciones del Estado.

### Cronología
Finalmente tampoco es posible concretar una fecha fidedigna tanto respecto a su nacimiento como a la composición de sus tres obras.
Se barajan dos hipótesis, de las cuales, la segunda, la más tardía, tiene visos de mayor probabilidad:
1. Nacimiento: 350-360, elaboración del Comentario y de las Saturnales: 384-395, y del Tratado Gramatical: 395-400.
2. Nacimiento: 385-390, elaboración del Tratado Gramatical: 420-425, y del Comentario y de los Saturnales: 430-440.

## Obra
Macrobio es autor de tres obras:
Saturnalia o Saturnales
Un simposio literario incompleto en siete libros, donde teniendo como contexto las fiestas saturnales varios senadores dialogan con el gramático Servio sobre temática antigua, con especial énfasis en Virgilio.
Commentarii in Somnium Scipionis o Comentario al Sueño de Escipión de Cicerón
Obra que sí nos ha llegado intacta y que además ha permitido recuperar un fragmento de la obra De república de Cicerón, conocida gracias a Macrobio.
De differentiis et societatibus Graeci Latinique verbi o Sobre las diferencias y semejanzas del griego y del latín
Un tratado gramatical perdido, donde se compara el verbo griego con el latino.

## Eponimia
- El cráter lunar Macrobius lleva este nombre en su memoria.[4]